# Taja
Taja, pseudonimo di Erika Klimenko (Vilnius, 17 aprile 1982), è una cantante lituana di genere pop.
Ha iniziato la propria attività nel 2003 incidendo il brano Angelas baltas (in italiano angeli bianchi).

## Discografia
- 2004 - Angelas baltas
- 2005 - Tu mano širdyje...
- 2007 - Moteriškos gyvenimo tiesos (con Atlanta e Rūta Ščiogolevaitė)
- 2008 - Lopšinės